# Zavrč
Zavrč là một khu tự quản (tiếng Slovenia: občine, số ít – občina) trong vùng Podravska của Slovenia. Zavrč có diện tích 19.3 km2, dân số là theo điều tra ngày 31 tháng 3 năm 2002 là 1338 người. Thủ phủ khu tự quản Zavrč đóng tại Zavrc.